# Honduras riksvapen
På Honduras riksvapen syns en s.k. frimurartriangel - en symbol för jämlikhet och rättvisa. De två tornen står för oberoende och suveränitet. På sidorna ser man ymnighetshorn, som symboliserar landets resurser, och längst ner finns träd, gruvor och redskap som står för landets skogar och mineralrikedomar.